# 西氏歐雅魚
西氏歐雅魚（學名：Squalius cii）為輻鰭魚綱鯉形目雅羅魚科的其中一種，分布於亞洲土耳其萊斯博斯島淡水流域，為特有種，體長可達28.9公分，棲息於典型的地中海的間歇性溪流，底部有小圓石、岩石與一些淤泥，將近夏末，大多數的魚出現在溪流沿岸剩餘孤立水池。